# Sven Egil Thiede
Sven Egil Thiede (født 15. oktober 1924 i Dalum, død 30. november 2005) var en dansk admiral og forsvarschef.

## Karriere
Sven Egil Thiede blev student fra Viborg Katedralskole i 1943. Derefter blev han kadetelev i Marinen og oplevede den 29. august 1943 Flådens sænkning under den tyske værnemagts såkaldte Operation Safari. Deltog efterfølgende i modstandsbevægelsen.
Thiede genoptog sin uddannelse til søofficer i 1945 og han blev færdig på Kadetskolen i 1948. Han gjorde derefter både sejlende- og stabstjeneste. Under fodnotepolitik perioden, arbejdede admiral Thiede intensivt på at overbevise Danmarks NATO allierede, om det danske forsvars militære troværdighed.
Den 1. december 1985 overtog Thiede stillingen som forsvarschef efter general Lind og blev afløst af General Lyng, da han faldt for Forsvarets 65-års regel.

## Faglig produktion
Efter sin pensionering i 1989 blev Thiede af Tøjhusmuseet opfordret til at skrive en bog om dansk søartilleri. Hans forudsætninger for opgaven lå blandt andet i flere års tjeneste som artilleriofficer på flådens skibe samt et Long Range Gunnery Course (Kursus i langtrækkende artilleri) på Royal Navys artilleriskole HMS Excellent.
Bogen Dansk Søartilleri 1860-2004 udkom i 2004, udgivet af Tøjhusmuseet. Værket er i to bind, og beskriver en periode, hvor artilleriet udviklede sig voldsomt, både til lands og til vands. Med henvisning til udgangspunktet i 1860 skriver Thiede følgende:
| Citat | Medens søartilleriet i de forudgående 500 år ikke i princippet blev underkastet de helt store forandringer, er der i de sidste ca. 150 år sket en revolutionerende udvikling af artillerimateriellet og dets anvendelsesmuligheder. | Citat |
|       | |       |

- Dansk Søartilleri 1860-2004, Tøjhusmuseets Skrifter nr. 18, Tøjhusmuseet 2004, ISBN 87-89022-37-8